# Bassenge I
Pour les articles homonymes, voir Bassenge.
Bassenge I est une localité du Cameroun, située dans l'arrondissement de Bamusso, le département du Ndian et la Région du Sud-Ouest.

## Population
Lors du recensement national de 2005, Bassenge I comptait 866 habitants.